# Брестовець-Ореховицький
46°04′ пн. ш. 15°59′ сх. д. / 46.07° пн. ш. 15.98° сх. д.
Брестовець-Ореховицький (хорв. Brestovec Orehovički) — населений пункт у Хорватії, у Крапинсько-Загорській жупанії у складі громади Бедековчина.

## Населення
Населення за даними перепису 2011 року становило 334 осіб.
Динаміка чисельності населення поселення:

## Клімат
Середня річна температура становить 10,10 °C, середня максимальна – 24,17 °C, а середня мінімальна – -6,45 °C. Середня річна кількість опадів – 968 мм.
| Клімат поселення                              | Клімат поселення | Клімат поселення | Клімат поселення | Клімат поселення | Клімат поселення | Клімат поселення | Клімат поселення | Клімат поселення | Клімат поселення | Клімат поселення | Клімат поселення | Клімат поселення | Клімат поселення |
| Показник                                      | Січ.             | Лют.             | Бер.             | Квіт.            | Трав.            | Черв.            | Лип.             | Серп.            | Вер.             | Жовт.            | Лист.            | Груд.            |                  |
| Середній максимум, °C                         | 5,69             | 7,79             | 12,05            | 16,44            | 21,24            | 24,17            | 23,32            | 22,79            | 18,86            | 13,81            | 8,17             | 4,49             |                  |
| Середня температура, °C                       | −0,4             | 1,71             | 5,98             | 10,37            | 15,16            | 18,08            | 19,77            | 19,25            | 15,32            | 10,27            | 4,63             | 0,96             |                  |
| Середній мінімум, °C                          | −6,45            | −4,35            | −0,1             | 4,30             | 9,10             | 12,02            | 16,24            | 15,70            | 11,78            | 6,74             | 1,10             | −2,58            |                  |
| Норма опадів, мм                              | 49               | 50               | 66               | 72               | 82               | 111              | 93               | 96               | 93               | 94               | 93               | 69               |                  |
| Середньомісячна швидкість вітру, м/с          | 1.78             | 1.97             | 2.31             | 2.30             | 2.14             | 1.90             | 1.90             | 1.70             | 1.70             | 1.71             | 1.81             | 1.80             |                  |
| Середньомісячна сонячна радіація, кДж/м²·день | 4078             | 6821             | 10463            | 14827            | 18936            | 20693            | 21561            | 18691            | 13881            | 8634             | 4508             | 3240             |                  |
| --------------------------------------------- | ---------------- | ---------------- | ---------------- | ---------------- | ---------------- | ---------------- | ---------------- | ---------------- | ---------------- | ---------------- | ---------------- | ---------------- | ---------------- |
| Джерело:                                      |                  |                  |                  |                  |                  |                  |                  |                  |                  |                  |                  |                  |                  |